# Eliszama
Eliszama, syn Ammihuda (hebr. Eliszama, אלישמע) – postać starotestamentowa, za czasów Mojżesza naczelnik (książę) pokolenia Efraima. Był dziadkiem Jozuego, syna Nuna. Moszaw Eliszama w Izraelu został tak nazwany prawdopodobnie na jego pamiątkę.

## Jako książę
Podobnie jak inni wodzowie dwunastu pokoleń izraelskich pomógł Mojżeszowi i Aaronowi w dokonaniu pierwszego spisu ludności zdolnej do walki.
Po ukończeniu budowy Przybytku naczelnicy rodów podarowali na służbę w nim 6 wozów i 12 wołów, które Mojżesz rozdzielił między szczepy lewickie. Potem na rozkaz Pana każdego dnia jeden z nich przynosił do Namiotu dary ofiarne na poświęcenie ołtarza. Eliszama przyszedł jako siódmy. Złożył on takie same dary, jak wszyscy inni, czyli: srebrna misa ważąca 130 syklów i 70-syklowa, srebrna czara, obie napełnione mąką zaprawioną oliwą na ofiarę pokarmową, 10-syklowa, złota czasza z kadzidłem, cielę, baran i jednoroczne jagnię na ofiarę całopalną, kozioł na ofiarę przebłagalną oraz dwa woły, pięć baranów, pięć kozłów i pięć jednorocznych owieczek na ofiarę biesiadną.
W tym czasie musiał być już stary, gdyż Biblia Jozuego z tamtych lat nazywa młodzieńcem, czyli mógł mieć około 25 lat, a był on wnukiem Eliszamy.

## Genealogia
Od Jakuba do Jozuego: Jakub – Józef – Efraim – Beria – Reszef – Telach – Tachan – Ladan – Ammihud – Eliszama – Nun – Jozue.